# Frédéric Sarre
Pour les articles homonymes, voir Sarre.
Frédéric Sarre, né le  28 avril 1961 à Limoges est un entraîneur français de basket-ball. Il est l'entraîneur de la Jeunesse Laïque de Bourg-en-Bresse jusqu'à janvier 2015 et devient responsable du recrutement et formateur.

## Biographie
Frédéric Sarre commence par le patronnage de La Martiale qui a suscité de nombreuses vocations sportives sur la commune de Limoges. La Martiale n'existe plus elle est aujourd’hui intégrée au très actif LBC. Au LBC il sera joueur en Nationale 4 et Nationale 3.
Il commence comme adjoint de Michel Gomez, lorsque celui-ci entraîne le Limoges CSP. Il suit ce dernier lorsqu'il rejoint le banc des rivaux des Limougeauds : Pau-Orthez. Il entraîne par la suite Rueil-Malmaison, club qu'il quitte au terme de la saison 2001-2002, puis remplace Claude Bergeaud à la tête de l’Élan Béarnais.
Il est licencié le 15 mars 2004 et reprend en main la JL Bourg en Bresse, après une saison catastrophe. Il conduit le club en finale de la semaine des As et jusqu’aux play-offs la même année. Il est honoré du titre d’entraîneur de l’année.
Pour la saison 2006-2007, il change de club pour le BCM Gravelines, amenant avec lui le pivot Jérôme Schmitt. Son idée de s'appuyer sur un effectif composé en majorité de joueur français est contrariée par de nombreuses blessures et les résultats ne sont pas à la hauteur des ambitions affichées.
Libre depuis son éviction au début de l’année 2008, il est nommé à la tête du club de  Strasbourg, ou SIG, pour la saison 2008-2009 avec pour mission de ramener le club en play-offs. Il est suspendu provisoirement de ses fonctions le 25 avril 2011.
Le 26 mai 2011, il est nommé entraîneur du Limoges CSP, relégué en Pro B à l'issue de la saison 2010-2011 son président est Frédéric Forte (basket-ball). Il ramène le club en ProA dès la fin de la saison.
Le 19 mars 2012, il annonce qu'il quittera le club pour rejoindre Bourg-en-Bresse à l'issue de la saison 2011-2012. Au CSP fortement pressenti, Panagiotis Giannakis sera bien le successeur de Frédéric Sarre. Après deux saisons, il ramène le club en ProA et l’entraîne lors de la saison 2014-2015. Mais à la suite des résultats après la phase aller (2v-15d), il décide de prendre du recul afin de se consacrer au scouting, à la sécurisation du recrutement mais aussi aux différentes formations de joueurs et entraîneurs ainsi qu'à l'école de meneur créée par le club. Il met donc un terme à sa carrière d’entraîneur.
En décembre 2023, Sarre est nommé directeur sportif de l'équipe de France et general manager adjoint. Il remplace Yann Barbitch à ce poste.

## Clubs successifs
En tant que joueur, il évolue pour :
- 1981-1984 : Limoges BC (N4) ( France)

En tant qu'entraîneur, il évolue avec :
- 1985-1990 : Limoges CSP (adjoint et entraîneur du centre de formation)
- 1990-1991 : SLUC Nancy (Pro B)
- 1991-1996 : Pau-Orthez (adjoint et entraineur du centre de formation)
- 1996-1997 : Antibes (adjoint)
- 1997-1999 : Limoges CSP (adjoint)
- 1999-2002 : Rueil-Malmaison (Pro B)
- 2002-2004 : Pau-Orthez
- 2004-2006 : Bourg en Bresse
- 2006-2008 : BCM Gravelines
- 2008-2011 : Strasbourg
- 2011-2012 : Limoges CSP (Pro B)
- 2012-janvier 2015 : Bourg en Bresse

## Palmarès

### Club
- Vainqueur des Playoffs avec la JL Bourg (Pro B) en 2014
- Champion de France de Basket Ball avec Limoges CSP (Pro B) en 2012
- Qualification Top16 d'Euroleague avec Pau Orthez en 2004
- Champion de France avec Pau Orthez : 2003
- Vainqueur de la Semaine des As avec Pau Orthez : 2003
- Vainqueur de la Coupe de France avec Pau Orthez : 2003
- Champion de France N1A : 1992, 1993

### Distinctions personnelles
- Nommé entraîneur de l’Année en Pro A en 2003 et 2006[9]
- Nommé entraîneur de l'Année en Pro B en 2012
- Nommé entraîneur de l’Avenir en 1990
- Entraîneur au All-Star Game LNB en 2003.